# Ady Endre Irodalmi Kör (Temesvár)
Az Ady Endre Irodalmi Kör székhelye Temesvár (1951–1979). A Temesvári Írók Társasága védnöksége alatt Dimény István és Szimonisz Henrik vezetésével kezdte meg működését 1951-ben, majd Kubán Endre irányította éveken át; utóda Anavi Ádám költő egy öttagú bizottság ügyvezetőjeként, melynek elnöke haláláig Franyó Zoltán volt. A temesvári Ady Endre Irodalmi Kör a magyar írók testvéri kapcsolatait ápolta helybeli román, szász és szerb írókkal, s eredményesen együttműködött a Temesvári Állami Magyar Színházzal, valamint az aradi Tóth Árpád Irodalmi Körrel. A kör – a nagyváradi Ady Endre Irodalmi Kör elnevezésére való tekintettel, s hogy megtisztelje időközben elhalt elnökét – 1979. február 27-től a Franyó Zoltán Irodalmi Kör nevet viseli.

## A Kör nyomtatott kiadványai
A temesvári Ady Endre Irodalmi Kör tagjainak írásai megjelentek a Bánáti Tükör (Arad, 1961) és az Egy szelet fény (Temesvár, 1968) c. antológiákban; közülük rendszeresen közölt irodalmi lapokban Bárányi Ferenc és Bárányi Ildikó, Eszteró István, Erdélyi Izolda, Mandics György, Pataki Sándor, Pongrácz P. Mária, Sándor István, Szekernyés János, Vajda Sándor. A temesvári Ady Endre Irodalmi Kör megünnepelte Petőfi és Ady évfordulóit, s emlékülésen méltatta Markovits Rodion, Franyó Zoltán, Hauser Arnold, Ormos Iván munkásságát, vendégelőadók meghívásával vitatta meg az irodalom időszerű kérdéseit, s megemlékezett a Korunk megjelenésének 50. évfordulójáról. Rendszeres kiszállásain irodalmi estéket rendezett Temes megye községeiben és városaiban. 1977-ben a megyei művelődési és nevelési bizottság segítségével Lépcsők c. alatt megjelent "Az Ady Endre Irodalmi Kör antológiája" Bálint László szerkesztésében, 35 bánsági szerző eredeti írásaival és műfordításaival. 

## A Kör tagjai és látogatói
- Kálmán Andor
- Sipos János
- M. Veress Zsuzsanna